# Osmotherley (Kumbria)
Osmotherley – wieś i civil parish w Anglii, w Kumbrii, w dystrykcie (unitary authority) Westmorland and Furness. W 2011 roku civil parish liczyła 302 mieszkańców.